# Prabis
Prabis est l'un des trois secteurs appartenant à la région de Biombo au Guinée-Bissau. En 2009, il comptait 32 016 habitants.